# Eadia
Eadia – wymarły rodzaj owadów z rzędu karaczanów, jedyny z monotypowej rodziny Eadiidae. Obejmuje tylko jeden opisany gatunek, Eadia aidae. Żył w kredzie na terenie współczesnej Europy. Znany jest z inkluzji w bursztynie znalezionym we Francji.

## Taksonomia
Rodzaj i gatunek typowy opisane zostały w 2009 roku przez Petera Vršanskiego na łamach „Geodiversitas”. Opisu dokonano na podstawie pojedynczej inkluzji w bursztynie z Charentes znalezionym na stanowisku Archingeay-Les Nouillers w departamencie Charente-Maritime francuskiej Nowej Akwitanii. Wydobyto ją z podjednostki litologicznej A1sl-A, datowanej na późny alb w kredzie późnej. Nazwa rodzajowa pochodzi od łacińskiego eadem oznaczającego „tak samo”, natomiast epitet gatunkowy dobrano tak, by cała kombinacja była palindromem.
Dla rodzaju tego wyodrębniono w tej samej publikacji monotypową rodziną Eadiidae, wskazując jako silne autapomorfie krótkie ciało, budowę głowy i wydłużone przednie stopy. Na podstawie cech głowy zaliczono Eadiidae do nadrodziny Caloblattinoidea, spekulując, że może się ona wywodzić bezpośrednio od Caloblattinidae, rodziny wykazującej dużą różnorodność morfologiczną głów.

## Morfologia
Karaczan ten znany jest tylko ze stadium niedorosłego. Jego głowa była hipognatyczna, ale mocno rozszerzona i wydłużona, ruchliwa. Przypominała tą u rodzaju Raphidiomimula, od którego jednak Eadia wyróżniała się m.in. wyraźnie krótszym i szerszym ciałem. Długość głowy wynosiła około 2 mm, a jej szerokość 1,9 mm. Duże, wystające poza obrys głowy, bardzo szeroko rozstawione oczy zbudowane były z licznych, bardzo drobnych fasetek. Oprócz nich narządami wzroku były trzy stosunkowo duże, jasne przyoczka. Na czole i szwie nadustkowym leżały trzy szeregi liczące po dziesięć krótkich szczecin. Długie i cienkie głaszczki szczękowe dysponowały rozproszonymi i smukłymi sensillami szczecinkowatymi (sensilla chaetica). Przedplecze było nadzwyczaj krótkie, osiągając około 0,5 mm długości przy około 2 mm szerokości. Dłuższe i szersze od niego śródplecze zaopatrzone było w wyraźne zawiązki skrzydeł. Zaplecze było dłuższe i szersze od śródplecza. Odnóża miały przysadzistą budowę. Przednia ich para miała tęgie uda z ośmioma ostrogami rozmieszczonymi w dwóch równolicznych szeregach, krótkie i cienkie golenie z licznymi, grubymi, ostro zakrzywionymi ostrogami, oraz bardzo długie, dłuższe od goleni stopy z dziesięcioma szeregami gęsto rozmieszczonych sensillów szczecinkowatych (sensilla chaetica). Odnóża pary środkowej miały przysadziste i szerokie uda z silną ostrogą wierzchołkową mającą od 12 do 14 listewek helikalnych oraz stosunkowo tęgie golenie z silnymi żeberkami. Odnóża pary tylnej były mocno wydłużone, o cienkich goleniach. Przysadki odwłokowe były bardzo silnie wydłużone, w połowach nasadowych o formie wrzecionowatej, a w wierzchołkowych połowach niemal nitkowate. Osiągały 2,14 mm długości.

## Paleoekologia
Skrócone przedplecze zapewniało dużą ruchliwość głowy, co w połączeniu z drobno fasetkowanymi oczami złożonymi wskazuje na prowadzenie przez tego owada dziennego trybu życia. Zaopatrzone w liczne sensilla chaetica i wydłużone odnóża przednie pełnią funkcje zmysłowe, a nie tylko bieżne – podobne adaptacje znane są u wczesnych modliszek.
Karaczan ten zasiedlał ściółkę wilgotnych i ciepłych lasów kredy. Bursztyn z Charentes z podjednostki A1sl-A dostarcza zapisu kopalnego wielu niewielkich stawonogów albu, zwłaszcza bytujących w piętrze ściółki, gdzie krople żywicy skapywały z drzew. W bursztynie tym zidentyfikowano do 2007 roku około 760 okazów stawonogów. Oprócz Eadia wymienić można wśród nich przedstawicieli ważek z rodzaju Electrohemiphlebia, karaczanów z rodzajów Batola, Globula, Sivis, Leptolythica, Sociala i niezidentyfikowanego Caloblattinidae, niezidentyfikowanych skorków, prostoskrzydłych z rodzaju Marchandia, psotników z rodzajów Arcantipsocus, Parapsyllipsocus, Proprionoglaris i Prospeleketor, nieoznaczonych wciornastków, pluskwiaków z rodzajów Akmazeina, Buzinia, Cretogerris, Ebboa, chrząszczy z rodzajów Clidicus, Duocalar, Gratshevbelus, Lidryops, Paleoripiphorus i Synchrotronia, nieoznaczonych wachlarzoskrzydłych, sieciarek z rodzajów Alboconis i Alboberotha, nieoznaczonych wielbłądek, błonkówek z rodzajów Albiogonalys, Gaugainia, Gerontoformica, Guyotemaimetsha i Haidomyrmodes, muchówek z rodzajów Antodicranomyia, Eophlebotomus, Microphorites, Novelaria i Prioriphora, skorpionów z rodzaju Paleoeuscorpius, zaleszczotków z rodzaju Heurtaultia, pająków z rodzaju Archaemecys oraz roztoczy z rodzaju Atanaupodus.